# Сфера Рімана

Сферу Рімана можна зобразити у вигляді площини комплексних чисел, яка обгорнута довкола сфери (як деяку форму стереографічної проєкції - детально описаної нижче).

Сфера Рімана — ріманова поверхня, природна структура на розширеній комплексній площині {\displaystyle {\widehat {\mathbb {C} }}=\mathbb {C} \cup \{\infty \},} яка є комплексною проективною прямою {\displaystyle \mathbb {C} \mathbb {P} ^{1}.} Іншими словами це модель розширеної комплексної площини, де до звичайної комплексної площини додається точка на нескінченності. Відповідно до моделі Рімана, точка «∞» наближається до дуже великих чисел, так само як точка «0» є близькою до дуже малих чисел.
Як дійсний многовид дифеоморфна двовимірній сфері {\displaystyle \ S^{2}.}

## Координати
Числові координати на сфері Рімана вводяться трьома способами:
- афінна комплексна координата z, яка приймає значення {\displaystyle \infty };
- проективні комплексні координати {\displaystyle [z_{0}:z_{1}]};
- тривимірні дійсні координати {\displaystyle \xi ,\eta ,\zeta }, пов'язані рівнянням:

{\displaystyle \xi ^{2}+\eta ^{2}+(\zeta -1)^{2}=1}.

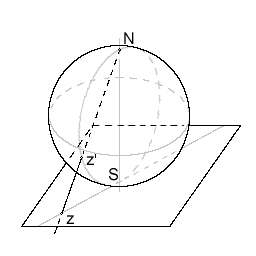
Сфера Рімана стереографічної проєкції переводиться на площину

Перехід від одних координат до інших задається формулами:
{\displaystyle z={\frac {z_{1}}{z_{0}}}}
{\displaystyle z_{0}:z_{1}=\left[{\begin{matrix}\zeta :(\xi +i\eta )&\Leftarrow \zeta >0\\0:1&\Leftarrow \zeta =0\end{matrix}}\right.}
{\displaystyle \left\{{\begin{matrix}\xi +i\eta ={\frac {2z}{1+|z|^{2}}}\\\zeta ={\frac {2}{1+|z|^{2}}}\end{matrix}}\right.}
{\displaystyle (\xi ,\eta ,\zeta )\mapsto z} задає відображення сфери з виколотим полюсом на комплексну площину, яке називається стереографічною проєкцією.

## Перетворення Мебіуса
Автоморфізмами сфери Рімана є перетворення Мебіуса. Нехай {\displaystyle \ a,b,c,d} — матриця із {\displaystyle GL_{2}(\mathbb {C} )}. Її дія на сфері Рімана в термінах проективних комплексних координат — просто множення вектора-стовпця координат на матрицю. В афінних координатах дія виглядає так:
{\displaystyle z'={\frac {az+c}{bz+d}}}

## Додаток
Сфера Рімана відома в теоретичній фізиці.

В спеціальній теорії відносності сфера Рімана є моделлю небесної сфери. Перетворення Мебіуса пов'язані з перетвореннями Лоренца.
Перетворення Мебіуса і Лоренца зв'язані також зі спінорами. В квантовій механіці сфера Рімана параметризує стани систем, описуваних 2-вимірним простором (див. q-біт), зокрема спіна масивних часток з спіном 1/2, таких як електрон.
В цьому контексті сферу Рімана називають сферою Блоха і використовують на ній координати «широта-довгота» майже як на звичайній сфері, тільки широту {\displaystyle \theta } відраховують від полюса і ділять кут на 2, т. ч. {\displaystyle 0<\theta <\pi /2} (див. мал.)
В такому випадку вірні співвідношення:
{\displaystyle z_{0}:z_{1}=\cos \theta :e^{i\varphi }\sin \theta }
{\displaystyle \left\{{\begin{matrix}\ \ \ \xi +i\eta =e^{i\varphi }\sin {2\theta }\\\zeta -1=\cos {2\theta }\end{matrix}}\right.}